# Valeriana
|  | Aquest article tracta sobre el gènere. Vegeu-ne altres significats a «Valeriana vera». |

Valeriana és un gènere de plantes angiospermes de la família de les caprifoliàcies (Caprifoliaceae). És un gènere cosmopolita, amb espècies a tots els continents, a les a les zones temperades, subtropicals i tropicals de muntanya.

## Particularitats
Les plantes d'aquest gènere es coneixen generalment com a "valerianes". Són plantes herbàcies, perennes, robustes, amb tija erecta i solcada, fulles pinnaticompostes o pinnatisectes, flors roses o blanquinoses, disposades en cima corimbiforme densa, i fruit amb un plomall de pèls ramosos. Mesuren fins a dos metres d'alçada.
La més coneguda és la valeriana vera (Valeriana officinalis), molt apreciada tradicionalment com a herba medicinal.

## Taxonomia

### Espècies
Dins del gènere Valeriana es reconeixen les 436 espècies següents:
- Valeriana acutiloba Rydb.
- Valeriana adscendens Turcz.
- Valeriana aegaea Christenh. & Byng
- Valeriana aequiloba Clos
- Valeriana agrimoniifolia Killip
- Valeriana ajanensis Kom.
- Valeriana albiflora (Sharipova) Sharipova
- Valeriana albonervata B.L.Rob. ex Seaton
- Valeriana alliariifolia Vahl
- Valeriana alpestris Steven
- Valeriana altaica Sumnev.
- Valeriana alternifolia Ledeb.
- Valeriana alypifolia Kunth
- Valeriana amarella (Lindh. ex Engelm.) Christenh. & Byng
- Valeriana amazonum (Fridl. & A.Raynal) Christenh. & Byng
- Valeriana amurensis P.A.Smirn. ex Kom.
- Valeriana angustifolia Mill.
- Valeriana aphanoptera (A.Gray) Byng & Christenh.
- Valeriana apiifolia A.Gray ex S.Watson
- Valeriana apula Pourr.
- Valeriana arborea Killip & Cuatrec.
- Valeriana aretiastra Christenh. & Byng
- Valeriana aretioides Kunth
- Valeriana arizonica A.Gray
- Valeriana arkansana Christenh. & Byng
- Valeriana armena P.A.Smirn.
- Valeriana asarifolia Dufr.
- Valeriana aschersoniana Graebn. ex Weberb.
- Valeriana asplenifolia Killip
- Valeriana asterothrix Killip
- Valeriana atacamensis Borsini
- Valeriana baltana Graebn.
- Valeriana bambusicaulis Killip
- Valeriana barbareifolia M.Martens & Galeotti
- Valeriana barbulata Diels
- Valeriana battandieri (Maire) Christenh. & Byng
- Valeriana beddomei C.B.Clarke
- Valeriana belonantha Christenh. & Byng
- Valeriana bertiscea Pančić
- Valeriana boelckei Rossow
- Valeriana boliviana Britton
- Valeriana bolkarica Contandr. & Quézel
- Valeriana bornmuelleri Pilg.
- Valeriana borsinii Rossow
- Valeriana brachystemon (Fisch. & C.A.Mey.) Byng & Christenh.
- Valeriana bracteata Benth.
- Valeriana bracteosa Phil.
- Valeriana bractescens (Hook.) Höck
- Valeriana bridgesii Hook. & Arn.
- Valeriana briquetiana H.Lév.
- Valeriana bryophila Barrie
- Valeriana buxifolia F.G.Mey.
- Valeriana calcitrapae L.
- Valeriana californica A.Heller
- Valeriana calvescens Briq.
- Valeriana calycina (Maire) Christenh. & Byng
- Valeriana candolleana Gardner
- Valeriana caparaoensis Rabuske, Sobral & Iganci
- Valeriana capensis Thunb.
- Valeriana capitata Pall. ex Link
- Valeriana cardamines M.Bieb.
- Valeriana carinata (Loisel.) Christenh. & Byng
- Valeriana carnosa Sm.
- Valeriana castellanosii Borsini
- Valeriana catharinensis Graebn.
- Valeriana caucasica (Boiss.) Christenh. & Byng
- Valeriana celtica L.
- Valeriana cephalantha Schltdl.
- Valeriana ceratophylla Kunth
- Valeriana cernua B.Eriksen
- Valeriana cerosifolia Xena
- Valeriana chaerophylloides Sm.
- Valeriana chamaedryfolia Cham. & Schltdl.
- Valeriana chenopodiifolia (Pursh) Christenh. & Byng
- Valeriana chiapensis Barrie
- Valeriana chilensis Borsini
- Valeriana chionophila Popov & Kult.
- Valeriana ciliosa (Greene) Byng & Christenh.
- Valeriana clarionifolia Phil.
- Valeriana clarkei Briq.
- Valeriana clematitis Kunth
- Valeriana coarctata Ruiz & Pav.
- Valeriana colchica Utkin
- Valeriana coleophylla Diels
- Valeriana columbiana Piper
- Valeriana comosa B.Eriksen
- Valeriana condamoana Graebn.
- Valeriana congesta (Lindl.) Byng & Christenh.
- Valeriana connata Ruiz & Pav.
- Valeriana convallarioides (Schmale) B.B.Larsen
- Valeriana cornucopiae L.
- Valeriana coronata (L.) Mill.
- Valeriana corymbulosa (Wedd.) Cabrera
- Valeriana corynodes Borsini
- Valeriana costata Schmale
- Valeriana crassifolia Kunth
- Valeriana crassipes (Wedd.) Höck
- Valeriana crinii Orph. ex Boiss.
- Valeriana crispa Ruiz & Pav.
- Valeriana cuatrecasasii F.G.Mey.
- Valeriana cucurbitifolia Standl.
- Valeriana cumbemayensis B.Eriksen
- Valeriana cyclophylla Graebn.
- Valeriana cymbaecarpa (C.A.Mey.) Sennikov
- Valeriana dactylophylla (Boiss. & Hohen.) Sennikov
- Valeriana daghestanica Rupr. ex Boiss.
- Valeriana daphniflora Hand.-Mazz.
- Valeriana davyana (Jeps.) Christenh. & Byng
- Valeriana decussata Ruiz & Pav.
- Valeriana deltoidea F.G.Mey.
- Valeriana densa (Wedd.) Höck
- Valeriana densiflora Benth.
- Valeriana dentata (L.) All.
- Valeriana descolei Borsini
- Valeriana dinorrhiza (Griseb.) Höck
- Valeriana dioica L.
- Valeriana dipsacoides Graebn.
- Valeriana discoidea (L.) Willd.
- Valeriana domingensis Urb.
- Valeriana dorotheae (Weberling) Christenh. & Byng
- Valeriana dubia Bunge
- Valeriana echinata L.
- Valeriana edulis Nutt.
- Valeriana edwardsensis Christenh. & Byng
- Valeriana effusa Griseb.
- Valeriana eichleriana (C.A.Müll.) Graebn.
- Valeriana elongata Jacq.
- Valeriana emmanuelii Rzed. & Calderón
- Valeriana engleriana Höck
- Valeriana erikae (Graebn.) Christenh. & Byng
- Valeriana eriocarpa (Desv.) Christenh. & Byng
- Valeriana eriophylla (Ledeb.) Utkin
- Valeriana erotica Christenh. & Byng
- Valeriana eupatoria Sobral
- Valeriana excelsa Poir.
- Valeriana extincta Christenh. & Byng
- Valeriana fauriei Briq.
- Valeriana fedtschenkoi Coincy
- Valeriana ferax (Griseb.) Höck
- Valeriana ficariifolia Boiss.
- Valeriana flaccidissima Maxim.
- Valeriana flagellifera Batalin
- Valeriana florifera (Shinners) Christenh. & Byng
- Valeriana fonkii Phil.
- Valeriana fragilis Clos
- Valeriana gaimanensis N.Nagah.
- Valeriana galeottiana M.Martens
- Valeriana gallinae Barrie
- Valeriana gibbosa (Suksd.) Christenh. & Byng
- Valeriana gilgiana Graebn.
- Valeriana glaziovii Taub.
- Valeriana glechomifolia F.G.Mey.
- Valeriana globiflora Ruiz & Pav.
- Valeriana globularioides Graebn.
- Valeriana globularis A.Gray
- Valeriana graciliflora (Fisch. & C.A.Mey.) Byng & Christenh.
- Valeriana gracilipes Clos
- Valeriana granataea Xena
- Valeriana grandifolia Phil.
- Valeriana grisiana Wedd.
- Valeriana grossheimii Vorosch.
- Valeriana hadros Graebn.
- Valeriana hardwickei Wall.
- Valeriana hebecarpa DC.
- Valeriana hengduanensis D.Y.Hong
- Valeriana henrici (Graebn.) B.Eriksen
- Valeriana herrerae Killip
- Valeriana heterocarpa (Pomel) Christenh. & Byng
- Valeriana hiemalis Graebn.
- Valeriana himachalensis V.Prakash & Mehrotra
- Valeriana himalayana Grubov
- Valeriana hirsuta (Emb. & Maire) Christenh. & Byng
- Valeriana hirtella Kunth
- Valeriana hirticalyx L.C.Chiu
- Valeriana hornschuchiana Walp.
- Valeriana hsui M.J.Jung
- Valeriana humahuacensis Borsini
- Valeriana humboldtii Hook. & Arn.
- Valeriana hunzikeri Borsini
- Valeriana hyalinorrhiza Ruiz & Pav.
- Valeriana ibika Christenh. & Byng
- Valeriana iganciana C.Rabuske & J.Külkamp
- Valeriana imbricata Killip
- Valeriana inconspicua (Wedd.) Höck
- Valeriana insignis (Suksd.) Christenh. & Byng
- Valeriana interrupta Ruiz & Pav.
- Valeriana isoetifolia Killip
- Valeriana italica Lam.
- Valeriana jaeschkei C.B.Clarke
- Valeriana jasminoides Briq.
- Valeriana jatamansi Jones ex Roxb.
- Valeriana jelenevskyi P.A.Smirn.
- Valeriana johannae Weberling
- Valeriana juncea (Boiss. & Heldr.) Christenh. & Byng
- Valeriana kamelinii Sharipova
- Valeriana karstenii Briq.
- Valeriana kassarica Kharadze & Kapeller
- Valeriana kawakamii Hayata
- Valeriana kellereri (Stoj., Stef. & T.Georgiev) Christenh. & Byng
- Valeriana kilimandscharica Engl.
- Valeriana kotschyi (Boiss.) Christenh. & Byng
- Valeriana kurtziana Borsini
- Valeriana laciniosa M.Martens & Galeotti
- Valeriana lanata Christenh. & Byng
- Valeriana lancifolia Hand.-Mazz.
- Valeriana langei Christenh. & Byng
- Valeriana lapathifolia Vahl
- Valeriana lasiocarpa Griseb.
- Valeriana laxiflora DC.
- Valeriana laxissima Standl. & L.O.Williams
- Valeriana lecoqii (Jord.) Christenh. & Byng
- Valeriana ledoides Graebn.
- Valeriana lepidota Clos
- Valeriana leptothyrsos Graebn.
- Valeriana leschenaultii DC.
- Valeriana leucocarpa DC.
- Valeriana leucophaea DC.
- Valeriana locusta L.
- Valeriana longiflora Willk.
- Valeriana longitubulosa (Schmale) B.Eriksen
- Valeriana lyrata Vahl
- Valeriana macbridei Killip
- Valeriana macrocera (Torr. & A.Gray) Byng & Christenh.
- Valeriana macropoda Greenm.
- Valeriana macrorhiza Poepp. ex DC.
- Valeriana macrosiphon (Boiss.) E.Vilm.
- Valeriana maipoana Ravenna
- Valeriana malvacea Graebn.
- Valeriana mandoniana (Wedd.) Höck
- Valeriana mandonii Britton
- Valeriana mapirensis (Britton) Weberling
- Valeriana maroccana (Rouy) Christenh. & Byng
- Valeriana martini (Losco) Christenh. & Byng
- Valeriana martjanovii Krylov
- Valeriana matheziana Christenh. & Byng
- Valeriana meonantha C.Y.Cheng & H.B.Chen
- Valeriana merxmuelleri W.Seitz
- Valeriana microphylla Kunth
- Valeriana micropterina Wedd.
- Valeriana minor (Hook.) Byng & Christenh.
- Valeriana minutiflora Hand.-Mazz.
- Valeriana montana L.
- Valeriana moonii Arn. ex C.B.Clarke
- Valeriana moorei Barrie
- Valeriana moyanoi Speg.
- Valeriana muelleri Graebn.
- Valeriana munozii Borsini
- Valeriana muricata (Steven ex M.Bieb.) Sennikov
- Valeriana murrayi Krasnob. & Berkut.
- Valeriana mussooriensis V.Prakash, Aswal & Mehrotra
- Valeriana nahuelbutae Penneck.
- Valeriana naidae Barrie
- Valeriana neglecta R.Bernal
- Valeriana nelsonii Greenm.
- Valeriana nevadensis (Boiss.) Christenh. & Byng
- Valeriana nigricans Graebn.
- Valeriana niphobia Briq.
- Valeriana nivalis Wedd.
- Valeriana oaxacana Barrie
- Valeriana oblongifolia Ruiz & Pav.
- Valeriana obtusifolia DC.
- Valeriana obtusiloba (Boiss.) Christenh. & Byng
- Valeriana occidentalis A.Heller
- Valeriana officinalis L.
- Valeriana olenaea Boiss. & Heldr.
- Valeriana oligantha Boiss. & Heldr.
- Valeriana orbiculata Sm.
- Valeriana organensis (C.A.Müll.) Gardner
- Valeriana orientalis (DC.) Sennikov
- Valeriana otomiana Barrie
- Valeriana oxyrhyncha (Fisch. & C.A.Mey.) Christenh. & Byng
- Valeriana ozarkana (Dyal) Christenh. & Byng
- Valeriana pallescens (Maire) Byng & Christenh.
- Valeriana palmatiloba F.G.Mey.
- Valeriana palmeri A.Gray
- Valeriana paniculata Ruiz & Pav.
- Valeriana papilla Bertero ex DC.
- Valeriana pardoana Graebn.
- Valeriana parvula Killip
- Valeriana pauciflora Michx.
- Valeriana paucijuga Sumnev.
- Valeriana paulae (Graebn.) Christenh. & Byng
- Valeriana peltata Clos
- Valeriana pennellii Killip
- Valeriana petersenii Weberling & Reese-Krug
- Valeriana petrophila Bunge
- Valeriana philippiana Briq.
- Valeriana phitosiana Quézel & Contandr.
- Valeriana phu L.
- Valeriana phylicoides (Turcz.) Briq.
- Valeriana pilosa Ruiz & Pav.
- Valeriana pinnatifida Ruiz & Pav.
- Valeriana plagiostephana (Fisch. & C.A.Mey.) Christenh. & Byng
- Valeriana plateadensis Á.J.Pérez, C.H.Perss. & J.N.Zapata
- Valeriana plectritoides Graebn.
- Valeriana pleurota Christenh. & Byng
- Valeriana polemonifolia Phil.
- Valeriana polybotrya (Griseb.) Höck
- Valeriana polyclada Briq.
- Valeriana polystachya Sm.
- Valeriana pontica (Lipsky) Christenh. & Byng
- Valeriana potopensis Briq.
- Valeriana praecipitis A.E.Villarroel & Menegoz
- Valeriana pratensis Dierb.
- Valeriana prionophylla Standl.
- Valeriana protenta B.Eriksen
- Valeriana psychrophila Briq.
- Valeriana pulchella M.Martens & Galeotti
- Valeriana pulvinata (Rauh & Willer) Christenh. & Byng
- Valeriana pumila (L.) Willd.
- Valeriana punctata F.G.Mey.
- Valeriana pycnantha A.Gray
- Valeriana pyramidalis Kunth
- Valeriana pyrenaica L.
- Valeriana pyricarpa Borsini
- Valeriana pyrolifolia Decne.
- Valeriana quadrangularis Kunth
- Valeriana quindiensis Killip
- Valeriana quirorana Xena
- Valeriana radicalis Clos
- Valeriana radicata Graebn.
- Valeriana regelii Sennikov
- Valeriana reitziana Borsini
- Valeriana renifolia Killip
- Valeriana reverdattoana Sumnev.
- Valeriana rhizantha A.Gray
- Valeriana rigida Ruiz & Pav.
- Valeriana rimosa (Bastard) Christenh. & Byng
- Valeriana robertianifolia Briq.
- Valeriana rosaliana F.G.Mey.
- Valeriana rossica P.A.Smirn.
- Valeriana roylei Klotzsch
- Valeriana rubra L.
- Valeriana rudychazaroi Cházaro, Franc.Gut. & J.R.Carral
- Valeriana rufescens Killip
- Valeriana ruizlealii Borsini
- Valeriana rumicoides Wedd.
- Valeriana rusbyi Britton
- Valeriana rzedowskiorum Barrie
- Valeriana salicariifolia Vahl
- Valeriana saliunca All.
- Valeriana samolifolia (Bertero) Colla
- Valeriana saxatilis L.
- Valeriana saxicola C.A.Mey.
- Valeriana scandens L.
- Valeriana schachristanica Kamelin & B.A.Sharipova
- Valeriana sclerocarpa (Fisch. & C.A.Mey.) Christenh. & Byng
- Valeriana scouleri Rydb.
- Valeriana secunda B.Eriksen
- Valeriana sedifolia d'Urv.
- Valeriana selerorum Graebn. & Loes.
- Valeriana senecioides Phil.
- Valeriana serrata Ruiz & Pav.
- Valeriana serratifolia J.M.Acosta, L.Salomón & C.A.Zanotti
- Valeriana sibthorpii (Heldr. & Sartori ex Boiss.) Christenh. & Byng
- Valeriana sichuanica D.Y.Hong
- Valeriana sieberi (Heldr.) Christenh. & Byng
- Valeriana sisymbriifolia Vahl
- Valeriana sitchensis Bong.
- Valeriana siyuaniana S.S.Ying
- Valeriana smithii Killip
- Valeriana sobraliana Rabuske & Iganci
- Valeriana sorbifolia Kunth
- Valeriana spathulata Ruiz & Pav.
- Valeriana speluncaria Boiss.
- Valeriana sphaerocarpa Phil.
- Valeriana sphaerocephala Graebn.
- Valeriana sphaerophora Graebn.
- Valeriana spicata (Turcz.) Briq.
- Valeriana spiroflora B.B.Larsen
- Valeriana stenophylla Killip
- Valeriana stenoptera Diels
- Valeriana stolonifera Czern.
- Valeriana stracheyi C.B.Clarke
- Valeriana stricta Clos
- Valeriana stuckertii Briq.
- Valeriana sulcata (Pomel) Christenh. & Byng
- Valeriana supina Ard.
- Valeriana szovitsiana (Fisch. & C.A.Mey.) Christenh. & Byng
- Valeriana tachirensis Xena
- Valeriana tafiensis Borsini
- Valeriana tajuvensis Sobral
- Valeriana tanacetifolia F.G.Mey.
- Valeriana tangutica Batalin
- Valeriana tatamana Killip
- Valeriana tessendorffiana Graebn.
- Valeriana texana Steyerm.
- Valeriana theodorici (Weberling) B.Eriksen
- Valeriana tiliifolia Troickij
- Valeriana tomentosa Kunth
- Valeriana transjenisensis Kreyer
- Valeriana trichomanes Graebn.
- Valeriana trichostoma Hand.-Mazz.
- Valeriana trinervis Viv.
- Valeriana tripartita (Gamisans) J.-M.Tison
- Valeriana triphylla Kunth
- Valeriana triplaris (Boiss. & Buhse) Christenh. & Byng
- Valeriana triplinervis (Turcz.) Briq.
- Valeriana tripteris L.
- Valeriana tuberculata (Boiss.) Christenh. & Byng
- Valeriana tuberifera Graebn.
- Valeriana tuberosa L.
- Valeriana tucumana Borsini
- Valeriana tunuyanense Méndez
- Valeriana turgida (Steven) Christenh. & Byng
- Valeriana turkestanica Sumnev.
- Valeriana tzotziliana Barrie
- Valeriana ulei Graebn.
- Valeriana uliginosa (Torr. & A.Gray) Rydb.
- Valeriana umbilicata (Sull.) Christenh. & Byng
- Valeriana uncinata M.Bieb.
- Valeriana urbani Phil.
- Valeriana urticifolia Kunth
- Valeriana vaga Clos
- Valeriana vaginata Kunth
- Valeriana valdiviana Phil.
- Valeriana velutina Clos
- Valeriana venezuelana Briq.
- Valeriana verrucosa Schmale
- Valeriana verticillata Clos
- Valeriana vesicaria (L.) Mill.
- Valeriana vetasana Killip
- Valeriana vilcabambensis Sylvester & Barrie
- Valeriana virescens Clos
- Valeriana virgata Ruiz & Pav.
- Valeriana volkensii Engl.
- Valeriana wandae (Graebn. & Tessend.) Christenh. & Byng
- Valeriana warburgii Graebn.
- Valeriana weberbaueri Graebn.
- Valeriana weddelliana Rouy
- Valeriana wolgensis Kazak.
- Valeriana woodsiana (Torr. & A.Gray) Christenh. & Byng
- Valeriana xenophylloides Sklenář & B.Eriksen
- Valeriana yacuriensis Sklenář & B.Eriksen
- Valeriana zamoranensis Rzed. & Calderón
- Valeriana zapotecana Barrie